# Machimus nigrifemoratus
Machimus nigrifemoratus är en tvåvingeart som först beskrevs av Webb och Sabin Berthelot 1839.  Machimus nigrifemoratus ingår i släktet Machimus och familjen rovflugor.
Artens utbredningsområde är Kanarieöarna. Inga underarter finns listade i Catalogue of Life.